# Icelus toyamensis
Icelus toyamensis és una espècie de peix pertanyent a la família dels còtids.

## Descripció
- Fa 13 cm de llargària màxima.[5][6]

## Hàbitat
És un peix marí i batidemersal que viu fins als 240 m de fondària.

## Distribució geogràfica
Es troba al Pacífic nord-occidental: el Japó.

## Observacions
És inofensiu per als humans.